# Phayao (tỉnh)
Phayao (tiếng Thái: พะเยา, phiên âm: Ba-dao) là một tỉnh (changwat) thuộc miền Bắc Thái Lan của Thái Lan. Tỉnh này giáp các tỉnh (từ phía Đông theo chiều kim đồng hồ): Nan, Phrae, Lampang và Chiang Rai. Đông-Bắc giáp Xaignabouli của Lào.

## Địa lý
Thành phố Phayao tọa lạc tại hồ Phayao (Kwan Phayao) ở thung lũng của sông Ing. 3 ngọn núi lớn bao quanh thung lũng là: Doi Luang (1697m), Doi Khun Mae Fat (1550m) và Doi Khun Mae Tam (1330m).

## Lịch sử
Sau khi Phayao được thành lập năm 1096 nó là một vương quốc thành quốc nhỏ. Vào thế kỷ 13 Phayao đã đạt được đủ tầm quan trọng ngang hàng với vương quốc Lan Na của Mangrai và vương quốc Sukhothai. Tuy nhiên sau đó vua của Lannathai đã chiếm được Phayao năm 1338, và nhập vào Lannathai. Trong thời kỳ đô hộ của Myanmar, thành này bị bỏ hoang và năm 1897 trở thành một phần của tỉnh Chiang Rai. Tỉnh này được tách khỏi Chiang Rai để thành tỉnh Phayao ngày 28/8/1977.

## Biểu tượng
|  | Con dấu của tỉnh hiển thị hình ảnh của Đức Phật, đại diện cho hình ảnh Phật nổi tiếng ở chùa Wat Si Khom Kham gọi là Phra Chao Ton Luang. Sau lưng Người là 7 ngọn lửa hào quang của Phật. Trước Người là một bát và 2 bình gạo. Cây biểu tượng của tỉnh là Mammea siamensis. |

## Phân chia đơn vị hành chính
Tỉnh này có 7 huyện (Amphoe) và 2 tiểu huyện (King Amphoe). Các huyện được chia ra 68 xã (tambon) và 632 làng (thôn, ấp, bản, buôn, mường, sóc) (muban).
| Amphoe                                                 |                                    | King Amphoe               |
| ------------------------------------------------------ | ---------------------------------- | ------------------------- |
| 1. Mueang Phayao 2. Chun 3. Chiang Kham 4. Chiang Muan | 1. Dok Khamtai 2. Pong 3. Mae Chai | 1. Phu Sang 2. Phu Kamyao |